# Bogserbåten Sven
Bogserbåten Sven är en svensk bogserbåt, som byggdes 1897 av Göteborgs mekaniska verkstad.
Bogserbåten Sven byggdes som den isbrytande ångbogseraren Björn med hemmahamn Åhus, där hon tjänstgjorde till 1963 med uppehåll under andra världskriget för tjänst i svenska marinen. Nuvarande ägare övertog fartyget 2007.
Hon är k-märkt.